# 馬爾蒂夫卡
46°34′16″N 34°38′6″E / 46.57111°N 34.63500°E
馬爾蒂夫卡（烏克蘭語：Мартівка）是位於烏克蘭南部的村莊，由赫爾松州海尼切斯克區的伊萬尼夫卡市鎮負責管轄。該村面積0.4平方公里，海拔高度33米，2001年人口13，人口密度每平方公里32.6人。